# Гішерамайрер
Гішерамайрер («матері ночі») — у вірменській міфології персоніфікації нічної пітьми, злі відьми, які із дня створення світу зі зміями в руках переслідують сонце. Увечері Гішерамайрер піднімаються з-під гір вгору на землю, щоб упіймати сонце, але воно вже заходить. Тоді вони усі починають дути і світ вкривається пітьмою, Гішерамайрер групами шукають сонце в лісі, в горах, селах. Не знайшовши його, через зруйновані млини і висохлі джерела вони спускаються під землю і продовжують пошуки там. Ледве вони сходять вниз, як на сході піднімається сонце.
Якби Гішерамайрер вдалося побачити сонце, загинули б усі люди, а земля покрилася б зміями (пітьмою).